# Poker en 2013
Cet article résume les événements liés au monde du poker en 2013.

## Tournois majeurs

### World Series of Poker 2013
Ryan Riess remporte le Main Event.

### World Series of Poker Europe 2013
Adrián Mateos remporte le Main Event.

### World Series of Poker Asia Pacific 2013
Daniel Negreanu remporte le Main Event.

### World Poker Tour Saison 11
| Étape                        | Vainqueur          |
| ---------------------------- | ------------------ |
| Borgata Winter Poker Open    | Andy Hwang         |
| Lucky Hearts Poker Open      | Matt Giannetti     |
| Baden                        | Vladimir Bozinovic |
| L.A. Poker Classic           | Paul Klann         |
| Bay 101 Shooting Star        | WeiKai Chang       |
| Venice Grand Prix            | Rocco Palumbo      |
| Barcelone                    | Chanracy Khun      |
| Seminole Hard Rock Showdown  | Kevin Eyster       |
| bestbet Open                 | Mike Linster       |
| Canadian Spring Championship | Amir Babakhani     |
| WPT World Championship       | David Rheem        |

### World Poker Tour Saison 12
| Étape                                    | Vainqueur           |
| ---------------------------------------- | ------------------- |
| Merit Cyprus Classic                     | Alexey Rybin        |
| Legends of Poker                         | Jordan Cristos      |
| Borgata Poker Open                       | Anthony Zinno       |
| Grand Prix de Paris                      | Mohsin Charania     |
| Emperors Palace Poker Classic            | Daniel Brits        |
| bestbet Jacksonville Fall Poker Scramble | Jared Jaffee        |
| Caribbean                                | Tony Dunst          |
| Montréal                                 | Derrick Rosenbarger |
| Five Diamond World Poker Classic         | Dan Smith           |
| Corée du Sud                             | Masato Yokosawa     |
| Prague                                   | Julian Thomas       |

### European Poker Tour Saison 9
| Étape       | Vainqueur        |
| ----------- | ---------------- |
| PCA         | Dimitar Danchev  |
| Deauville   | Remi Castaignon  |
| Londres     | Ruben Visser     |
| Berlin      | Daniel-Gai Pidun |
| Monte-Carlo | Steve O'Dwyer    |

### European Poker Tour Saison 10
| Étape     | Vainqueur     |
| --------- | ------------- |
| Barcelone | Tom Middleton |
| Londres   | Robin Ylitalo |
| Prague    | Julian Track  |

### Asia Pacific Poker Tour Saison 7
| Étape                      | Vainqueur        |
| -------------------------- | ---------------- |
| Séoul                      | Aaron Lim        |
| Cebu                       | Jae Kyung Sim    |
| Macao                      | Alexandre Chieng |
| Queenstown Snowfest        | Jonathan Bredin  |
| Melbourne                  | Billy Argyros    |
| Asia Championship of Poker | Sunny Jung       |

### Latin American Poker Tour Saison 6
| Étape                      | Vainqueur                   |
| -------------------------- | --------------------------- |
| PCA                        | Dimitar Danchev             |
| Viña del Mar               | Pablo Tavitian              |
| São Paulo                  | Victor Sbrissa              |
| Medellín                   | Weider Gutiérrez Vanegas    |
| Lima                       | Patricio Andrés Rojas Parra |
| Panama                     | Galal Dahrouj               |
| Punta del Este Grand Final | Carter Gill                 |

### France Poker Series Saison 2
| Étape           | Vainqueur     |
| --------------- | ------------- |
| Deauville Final | Patrick Braga |

### France Poker Series Saison 3
| Étape            | Vainqueur          |
| ---------------- | ------------------ |
| Snowfest Évian   | Neil Raine         |
| Amnéville        | Ibrahim Feliani    |
| Cannes-Mandelieu | Giedrius Gradeckas |
| Paris            | Rodolphe Dethiere  |

### UK and Ireland Poker Tour Saison 3
| Étape     | Vainqueur           |
| --------- | ------------------- |
| Édimbourg | Nicolau Villa-Lobos |
| Cork      | Thomas Finneran     |
| Londres   | Sergio Aido         |

### UK and Ireland Poker Tour Saison 4
| Étape            | Vainqueur         |
| ---------------- | ----------------- |
| Londres Series 1 | Jake Cody         |
| Marbella         | Ludovic Geilich   |
| Londres Series 2 | Gabriel Dragomier |
| Galway           | Alan Gold         |
| Londres Series 3 | Dinh Nguyen       |
| Londres          | Robbie Bull       |
| Douglas          | Duncan McLellan   |
| Nottingham       | Ben Mayhew        |

### Estrellas Poker Tour Saison 4
| Étape     | Vainqueur       |
| --------- | --------------- |
| Madrid    | Adrián Mateos   |
| Valence   | Daniel Boender  |
| Marbella  | Ludovic Geilich |
| Barcelone | Soenke Jahn     |

### Italian Poker Tour Saison 4
| Étape         | Vainqueur      |
| ------------- | -------------- |
| Campione 3    | Andrea Montini |
| Saint-Vincent | Luca Moschitta |
| San Remo 2    | Nicola Sasso   |

### Italian Poker Tour Saison 5
| Étape                     | Vainqueur          |
| ------------------------- | ------------------ |
| Saint-Marin               | Antonio Bernaudo   |
| San Remo                  | Fabrizio Piva      |
| Nova Gorica               | Claudio di Giacomo |
| San Remo 2                | Frederico Piroddi  |
| Saint-Vincent Grand Final | Domenico Drammis   |

### Eureka Poker Tour Saison 3
| Étape     | Vainqueur       |
| --------- | --------------- |
| Rozvadov  | Bart Lybaert    |
| Dubrovnik | Achilles Bozso  |
| Varna     | Liran Machluf   |
| Prague    | Dimitri Holdeew |

### Australia New Zealand Poker Tour Saison 5
| Étape                | Vainqueur       |
| -------------------- | --------------- |
| Perth                | Dejan Divkovic  |
| Sydney               | Dinesh Alt      |
| Repechage, Melbourne | Anthony Hachem  |
| Queenstown           | Jonathan Bredin |

### Australia New Zealand Poker Tour Saison 6
| Étape    | Vainqueur |
| -------- | --------- |
| Auckland | David Lim |

### Crown Australian Poker Championships 2013
Mervin Chan remporte le Main Event, Andrew Robl le High Roller et Sam Trickett le Super High Roller.

## Poker Hall of Fame
Tom McEvoy et Scotty Nguyen sont intronisés.